# Kirchberg (Mühltal)
Der Kirchberg ist ein 280,9 m ü. NHN hoher Berg im nordwestlichen Odenwald, westlich von Trautheim, einem Ortsteil von Mühltal im südhessischen Landkreis Darmstadt-Dieburg.

## Beschreibung
Der Kirchberg liegt in der Waldgemarkung Mühltal und ist stark bewaldet. An seinem Nordrand verläuft die B 449 („Odenwaldstraße“). Am Nordwesthang befindet sich der Kirchbergteich. Südlich vom Kirchberg befindet sich der Lindenberg. Auf seinem Gipfel steht ein Funkmast.

## Toponyme
1. 1679: bey Peters Kirschbaum
2. undatiert: Der Kirschberg
3. heute: Kirchberg

## Etymologie
Althochdeutsch kirs, kirsa und mittelhochdeutsch kerse, kirse, kirsche mit der Bedeutung Kirsche.
Mit Kirschbäumen bepflanzte Grundstücke und Wege waren namensgebend.